# Matt Nelson (Pianist)
Matthew „Matt“ Nelson (* um 1975) ist ein US-amerikanischer Jazzmusiker (Piano, Keyboard, Komposition).

## Leben und Wirken
Nelson lebte ab 2003 in Chicago; dort spielte er u. a. im Aaron Koppel Quintett (The Wild Call of the Multi-Tasker; 2007), mit Shaun Maxwell und Tim Teisser. 2002 erschien sein Debütalbum Something Crazy. 2010 nahm er in Triobesetzung mit Graham Czach (Bass) und Matt Nischan (Schlagzeug) das Album Nostalgiamanic (Chicago Sessions) auf. Es erhielt positive Rezensionen im Down Beat und All About Jazz. In den folgenden Jahren arbeitete er außerdem mit Sam Kulik sowie in den Formationen  Talibam! (mit Ron Stabinsky), Marbin und Arts & Sciences. Im Bereich des Jazz war er von 2007 bis 2017 an 16 Aufnahmesessions beteiligt.
Er ist nicht mit dem gleichnamigen Saxophonisten aus New York zu verwechseln.